# Deborah Cox (musikalbum)
Deborah Cox är den kanadensiska sångaren Deborah Coxs debutalbum, utgivet av Arista Records den 12 september 1995.

## Bakgrund

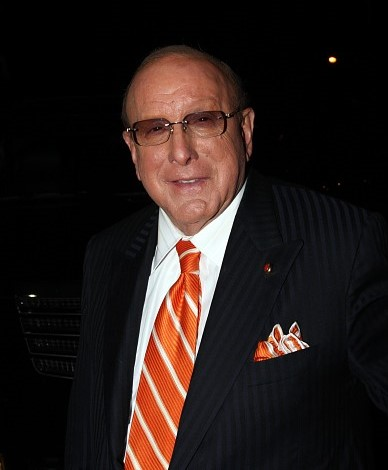
År 1994 erbjöd skivbolagschefen Clive Davis Cox ett skivkontrakt efter att ha hört henne sjunga.

Deborah Cox föddes och växte upp i ett fattigare, invandrartätt område i norra delarna av Toronto, Kanada, till föräldrar av afro-guyanskt påbrå. Hon visade tidigt intresse för musik och började sjunga i flera kanadensiska reklamfilmer som tolvåring. Som tonåring studerade hon vid Claude Watson School for the Arts och började tjäna pengar på att uppträda i nattklubbar i Toronto och jobba i kundtjänst vid Rogers Cablesystems. Cox träffade sin framtida make och manager Lascelles Stephens 1989 och de började arbeta på flera demolåtar. De skickade några av dessa till alla stora skivbolag i Kanada men fick avslag då många av dem redan hade en R&B-sångare eller inte var intresserade av ge ut musik i genren. I en intervju år 2020 med Andrea Warner från CBC.ca sa Cox:

"Det fanns ingen infrastruktur för att ta musiken till nästa nivå. De flesta artister som redan hade skivkontrakt gjorde inte vad jag och Lascelles gjorde. Det tog lång tid innan musikindustrin kom ikapp och att det blev som det är nu. [...] Det fanns inget stöd I Kanada för soulmusik."

År 1994 flyttade Cox och Stephens till Los Angeles och Cox arbetade samtidigt som bakgrundssångare till Celine Dion. Samma år hörde Clive Davis, skivbolagschef för det amerikanska bolaget Arista Records, demoversionen av "Where Do We Go from Here" som Cox och Stephens skrivit och producerat i Stephens lägenhet i Toronto. Davis hade dessförinnan startat karriärer åt Coxs musikaliska förebilder Whitney Houston och Toni Braxton. Davis imponerades av Coxs demo och bokade in en audition med henne där hon sjöng a capella. Efter att ha hört henne sjunga skrev han ett skivkontrakt med henne på plats.

## Komposition och låtar
Innehållet på Deborah Cox har beskrivits av webbplatsen Soul Bounce som en blandning dramatiska och sentimentala ballader gjorda för att visa hennes "välutvecklade" ton och hennes förmåga att leverera djup tillsammans med högre tonarter. "Sentimental" var en av tre låtar som Cox hjälpte till att skriva till albumet. Ytterligare låttext skapades av Colin Wolf och Austin som också skötte produktionen. Låttexten beskriver framförarens ånger och längtan efter en avslutad kärleksrelation. "Sentimental" är en återhållsam komposition i medelsnabbt tempo. Den är en pop- och funk-låt med tydliga influenser av jazz. Den har även beats influerade av genren hiphop. "I'm Your Natural Woman" gav prov på Coxs röstomfång och har jämförts med musik utgiven av Whitney Houston.
Coxs vassa och självsäkra framförande av "Call Me" gjorde att låten jämfördes med Toni Braxtons musik. "It Could've Been You" skrevs av Cox och Stephens. Produktionen innehåller horn. "Just Be Good to Me" är en cover på The S.O.S Bands låt från 1983 som webbplatsen Soul Bounce beskrev som "respektingivande". "Where Do We Go from Here" beskrevs av CBC.ca som ett "perfekt prov" på Coxs sångröst.

## Lansering och marknadsföring
I augusti 1995 anordnade Arista en PR-kampanj där Cox introducerades för radiostationer i Los Angeles, New York, Dallas Chicago och Washington D.C.

### Singlar
"Sentimental" gavs ut som Coxs debutsingel i september 1995. "Who Do U Love" blev den framgångsrikaste singeln från albumet. Den nådde andraplatsen i Nya Zeeland där den mottog ett platinacertifikat och topp-tjugo på singellistorna i Australien, Kanada och USA. Dansremixen av låten blev Coxs första listetta på amerikanska Billboard-listan Hot Dance Club Play.

## Mottagande
Deborah Cox mottogs väl av musikkritiker. Stephen Thomas Erlewine från AllMusic var mestadels positiv till albumet som han tyckte hade "oklanderligt" innehåll och kunde jämföras med Whitney Houston eller Mariah Careys musikaliska stil. Erlewine var dock mindre imponerad till en del av materialet på albumet: "Tyvärr håller alla låtar inte samma standard. Som så många andra sångare i genren är Deborah Cox bara så bra som sitt material och här är det lite ojämnt. Hon skiner på hiten 'Sentimental' och flera andra spår, däribland 'Never Gonna Break My Heart Again' och den poppiga 'Who Do U Love' men nästan hälften av albumet består av oskiljbart material." Han avslutade recensionen: "Trots detta antyder detta album att Cox har potential att bli en superstjärna."

## Arv och kulturellt inflytande

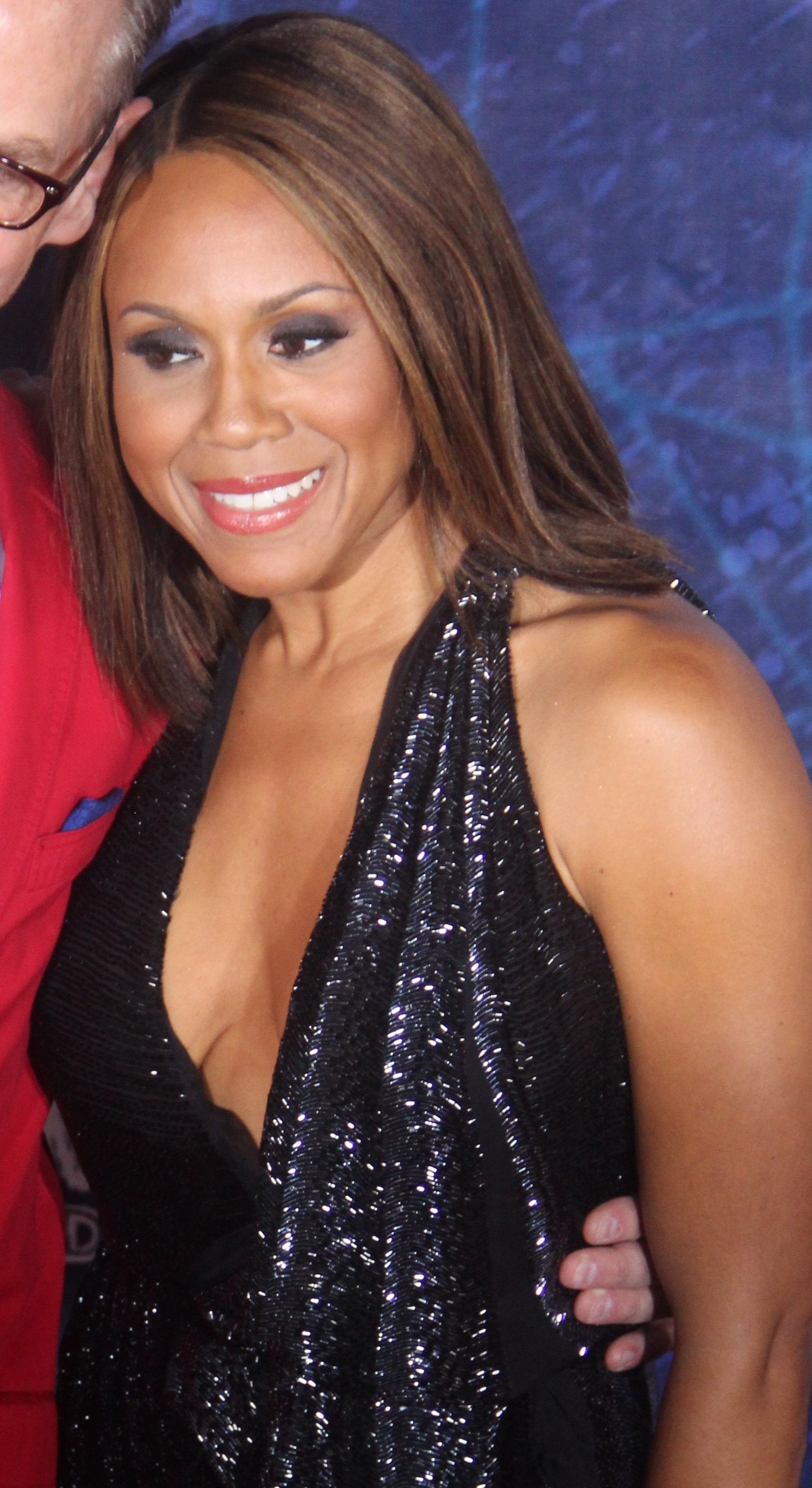
Cox på bild från år 2011.

Deborah Cox blev ett banbrytande album efter utgivningen och Cox har blivit erkänd för att ha satt R&B-genren på den Kanadensiska kartan. I landet har hon fått titeln "Queen of R&B" och hennes verk har öppnat dörren för andra afrokanadensiska sångare att följa i hennes fotspår. Vid albumets utgivning under mitten av 1990-talet fanns det ingen plats för R&B-utövare i Kanada, och skivbolagen i landet ville ogärna stödja genren. Att vara en pionjär var stundtals pressande då Cox kände att hon var representant för alla afrokanadensare och ville att hennes album skulle bli "träffsäkert". I en intervju från år 2020 med CBC.ca sa Cox: "Det finns mycket ensamhet. Det finns också mycket osäkerhet, för är man en pionjär så vet man inte riktigt vart vägen leder. Man vet inte hur långt man kommer och det finns ingen som hurrar på utanför 'bubblan'. Man har inget perspektiv förrän det är flera decennier senare och folk minns tillbaka." I samma intervju berättade Cox att hon ville att hennes debutalbum skulle vara "tidlöst". Om innehållet på albumet ansåg hon att det kunde få en ny innebörd i en ny kontext med problem från 2020-talet som exempelvis Black Lives Matter-rörelsen, polisbrutalitet, den växande fascismen och Covid-19-pandemin. Om albumets arv var Cox stolt och sa: 
| ”                     | Jag hade ingen aning om jag skulle bli accepterad i musikvärlden. Jag var osäker - det fanns många osäkerheter under den tiden. Jag visste bara att jag ville lämna ett avtryck. Jag ville att min musik skulle influera och vara inspirerande. | „ |
| – Deborah Cox, CBC.ca | |   |

Enligt Classic Rock History var Cox en av Kanadas största R&B-utövare år 2022. Debutalbumets framgångar banade vägen för fortsatta framgångsrika utgivningar, däribland albumen One Wish (1998) och The Morning After (2002) och en rad hitlåtar som "Things Just Ain't the Same" (1996), "Nobody's Supposed to Be Here" (1998) och "We Can't Be Friends" (1999). B̈åde Deborah Cox och One Wish betraktas som "albumklassiker". För sina verk har Cox vunnit flera priser fram till år 2022, däribland en Grammy Award, en Soul Train Music Award, samt fyra Juno Awards. År 2020 mottog Cox en Entertainer Icon Award vid prisceremonin Black Music Honors för att ha "influerat och bidragit betydande till den afroamerikanska kulturen och amerikansk musik ur ett globalt perspektiv".

## Låtlista
| 1.  | "Sentimental"                      | Deborah Cox, Colin Wolfe, Dallas Austin         | Dallas Austin                         | 4:26 |
| 2.  | "Who Do U Love"                    | Larry L. Campbell II, Vassal Benford            | Larry "Rock" Campbell, Vassal Benford | 4:24 |
| 3.  | "I'm Your Natural Woman"           | Daryl Simmons                                   | Daryl Simmons                         | 5:17 |
| 4.  | "The Sound of My Tears"            | Kipper Jones, Keith Crouch                      | Keith Crouch                          | 4:51 |
| 5.  | "Call Me"                          | Deborah Cox, Lascelles Stephens, Vassal Benford | Vassal Benford, Vincent Herbert       | 4:46 |
| 6.  | "My Radio"                         | Dallas Austin                                   | Dallas Austin                         | 4:14 |
| 7.  | "Never Gonna Break My Heart Again" | Diane Warren                                    | Keith Thomas                          | 4:10 |
| 8.  | "It Could've Been You"             | Deborah Cox, Lascelles Stephens                 | Tim & Bob                             | 4:54 |
| 9.  | "My First Night With You"          | Diane Warren, Kenneth "Babyface" Edmonds        | Babyface, Keith Andes                 | 5:28 |
| 10. | "Just Be Good to Me"               | James Harris III, Terry Lewis                   | Dallas Austin                         | 5:49 |
| 11. | "Who Do U Love (Morales Mix)"      | Larry L. Campbell II, Vassal Benford            | David Morales                         | 4:45 |
| 12. | "Where Do We Go from Here"         | Deborah Cox, Lascelles Stephens                 | Vincent Herbert                       | 4:19 |

## Medverkande
Information hämtad från Barnes & Noble och Discogs
Musiker
- Deborah Cox – albumartist, sång
- Kenneth "Babyface" Edmonds – keyboards
- Ada Dyer – bakgrundssång
- Audrey Wheeler – bakgrundssång
- Michael Thompson – gitarr
- Val Young – bakgrundssång
- Keith Thomas –	synt, bas
- Keith Andes – keyboards
- Dallas Austin – multi-instrument
- Darryl Brundidge – keyboards
- Keith Crouch –	slagverk, keyboards
- Valerie Davis – bakgrundssång
- Sherree Ford-Payne – bakgrundssång
- Dean Gant – synt
- Ronnie Garrett – bas
- Ben Garrison –	trummor
- Mark Hammond –	trummor
- Vincent Herbert – trummor
- Debra Killings – bakgrundssång
- Alvin Parker –	orgel
- Scherrie Payne – bakgrundssång
- Bob Robinson –	keyboards
- Rick Sheppard – synt
- Daryl Simmons – trummor, keyboards
- John Jubu Smith – gitarr
- Vance Taylor –	piano
- Colin Wolfe – bas
- Derrick Edmondson – saxofon
- Lisa Bernard –	bakgrundssång
- Tann Simmons –	bakgrundssång
- Sam Simms – bas
- Tim Kelly – trummor

Ljudtekniker
- Clive Davis – chefsproducent
- Deborah Cox – låtskrivare
- Dallas Austin – producent, låtskrivare
- Vassal Benford – producent, låtskrivare
- Larry "Rock" Campbell – producent, låtskrivare
- Daryl Simmons – producent, låtskrivare
- Keith Crouch – producent, låtskrivare
- Lascelles Stephens – låtskrivare
- Vincent Herbert – låtskrivare, producent
- Keith Thomas – producent
- Tim & Bob – producent
- Babyface – låtskrivare, producent
- Keith Andes – producent
- David Morales – producent

Albumomslag och design
- Christopher Stern – kreativ ledning
- Edna Collison – arbetsledning
- Garry Kief – arbetsledning
- Steve Wax – arbetsledning
- Stiletto Entertainment – arbetsledning
- Neeko – hårstylist
- Rudy Calvo – make-up artist
- Ari Harris – stylist
- Alberto Tolot – fotograf

## Topplistor
| Topplista (1995)                       | Högsta listplacering |
| -------------------------------------- | -------------------- |
| Kanada RPM Top 100 Albums/CDs          | 52                   |
| USA Billboard 200                      | 102                  |
| USA Top R&B/Hip-Hop Albums (Billboard) | 25                   |

## Certifikat
| Kanada (CRIA)                                                    | Platina | 100 000× (fram till augusti 1998) |
| USA (RIAA)                                                       | Guld    | 293 000× (fram till augusti 1998) |
| ×siffror baserade på försäljning ^siffror baserade på certifikat |         |                                   |